# Рапсовая блошка
Рапсовая блошка (лат. Psylliodes chrysocephalus) — моновольтинный вид листоедов (Chrysomelidae) из подсемейства козявок (Galerucinae). Встречается на открытых стациях.

## Распространение
Встречается в Европе, Средиземноморском субрегионе, Малой Азии и на Кавказе.

## Экология и местообитания
Рапсовая блошка является мезофилом, в степной зоне влекут увлажнённые зоны. Зимует в имагинальной стадии.
Является вредителем крестоцветных овощных культур, рапса и горчицы, обычно не наносящего особого вреда.

## Субвидовые таксоны

### Вариетет
- Psylliodes chrysocephala var. collaris Weise, 1888
- Psylliodes chrysocephala var. peregrina Weise, 1888
- Psylliodes chrysocephala var. angulicollis Heikertinegr, 1926

### Подвиды
- Psylliodes chrysocephala ssp. inops Peyerimhoff, 1915

### Аберрации
- Psylliodes chrysocephala ab. anglicus
- Psylliodes chrysocephala ab. tristicula Csiki, 1953